# Antonio Stradivari
Antonio Stradivari (lat. Antonius Stradivarius), (Cremona,1644. – Cremona, 18. prosinca 1737.) bio je talijanski graditelj violina i drugih žičanih instrumenata: čela, gitara, viola i harfi. Smatra se, uz obitelji Amati i Guarneri, jednim od najvećih majstora svih vremena u izradi violina.